# Эстония на Всемирной выставке 1937 года
Эстония на Всемирной выставке 1937 года была представлена главным образом творениями членов «Ракендускунстнике Юхингу» (эст. Rakenduskunstnike Ühingu — «Ассоциация прикладных искусств»): народными изделиями кустарного промысла, фотографическим искусством и искусством художественного переплёта книг. Промышленности отводилась меньшая роль, внимание посетителей обращалось на деятельность предприятий сланцевой отрасли. Эстония на выставке позиционировалась и как привлекательная страна для туризма.
Эта выставка стала на тот момент наиболее крупной зарубежной выставкой для Эстонии как по размаху, так и по затратам, поэтому государством было принято решение представлять Эстонию в Балтийском павильоне совместно с Латвией и Литвой. Главным архитектором Балтийского объединённого павильона являлся Александр Нюрнберг (эст. Aleksander Nürnberg) и главным художником — Оскар Раунам (эст. Oskar Raunam)……. Оскар Раунам — оба из Эстонии. Павильон был открыт для общественности при участии официальных делегаций всех стран в Париже 17 июня 1937 года..
Культурное присутствие Эстонии было широко представлено на выставке, а эстонское довоенное искусство было отмечено наградами. Участники выставки награждались Дипломами официального признания и наградами, которые были установлены в пяти номинациях. Коллекции эстонских художников получили награды в каждой из пяти номинаций. В итоге эстонцы привезли домой 31 награду.
Почётные дипломы получили:
- Мари Адамсон (эст. Mari Adamson) за декоративные куклы животных[1];
- Эрик Адамсон за ковры — первый диплом, за живопись по керамике и фарфору — второй диплом[1].

Бронзовую медаль получил
- художник-ювелир Роман Таваст за коллекцию изделий в номинации «Демонстрация прикладного искусства в металле»[1][2].

Золотые медали получили:
- фотограф Карл Сарап за фотогалерею, посвящённую Эстонии[1][2];
- художник Карин Лутс (эст. Karin Luts) за изделия из гобелена[1][2];
- художник Макс Роосма (эст. Maks Roosma) за коллекцию гравюр по стеклу[1][2];
- художники Яан Коорт и Валли Тальвик (Эллер) (эст. Valli Talvik (Eller)) за коллекцию изделий из керамики[1][2];
- ювелир Эде Маран (эст. Ede Maran (Kurrel)) за ювелирные изделия, выполненные в технике филиграни[1];
- дизайнер интерьеров Ричард Вундерлих (эст. Richard Wunderlich) за шкаф, выполненный в технике интарсии[1][2].

Гран-при получили:
- дизайнер Эдуард Таска (эст. Eduard Taska) за декоративный орнамент, выполненный на изделиях из кожи[1];
- художник Оскар Раунам (эст. Oskar Raunam) за роспись в общем зале Балтийского павильона[1][2];
- архитектор Александр Нюрнберг (эст. Aleksander Nürnberg) за архитектуру Балтийского павильона[1][2].